# Silvio Fernández (calciatore)
Silvio Daer Fernández Dos Santos (Melo, 3 giugno 1974) è un ex calciatore uruguaiano, di ruolo attaccante.

## Palmarès

### Club

#### Competizioni nazionali
- Liguilla Pre-Libertadores de América: 1

Nacional: 1996